# Camilla More
Camilla More (* 1962 in London, England) ist eine britische Schauspielerin. 

## Leben
Sie ist die Zwillingsschwester von Carey More. Zusammen traten sie in mehreren Filmen und Fernsehserien auf. 1984 spielten sie im französischen Film Der Zwilling die Zwillingsschwestern Betty und Liz.
Unter anderem ist More bekannt aus dem Horrorfilm Freitag der 13. – Das letzte Kapitel durch ihre Rolle als Tina. Sie hatte Gastauftritte in den Fernsehserien Das A-Team, Cheers, Matlock, Baywatch und Baywatch Nights.
Im Jahr 2002 gründete sie die Firma Sublime Custom Designs, die Textilprodukte für den Heimbedarf anbietet.

## Filmografie
- 1982: Der Stand der Dinge (The State of Things)
- 1983: Das A-Team (The A-Team, Fernsehserie)
- 1984: Der Model-Killer (Calendar Girl Murders)
- 1984: Freitag der 13. Teil IV – Das letzte Kapitel (Friday the 13th: The Final Chapter)
- 1984: Der Zwilling (Le jumeau)
- 1985: Cheers
- 1986–1987: Zeit der Sehnsucht (Days of Our Lives)
- 1988: Maybe Baby (1988)
- 1989: Die Pyramiden des Todes (The Serpent of Death)
- 1989: Matlock (Fernsehserie)
- 1990: The Dark Side of the Moon
- 1991: Fluch der Leidenschaft (Red Wind)
- 1991–1992: General Hospital (Fernsehserie)
- 1995: Baywatch – Die Rettungsschwimmer von Malibu (Baywatch, Fernsehserie)
- 1997: Baywatch Nights (Fernsehserie)
- 1997: Dead Tides
- 2004: Mushka Water (als Ausführender Produzent)
- 2008: The Third Nail (als Associate Producer)
- 2009: His Name Was Jason: 30 Years of Friday the 13th